# とらぶるツインズ -MY SWEET BROTHERS-
『とらぶるツインズ -MY SWEET BROTHERS-』は、株式会社ドワンゴ・エージー・エンタテインメントより2008年1月25日に発売された全年齢対象のMicrosoft Windows用恋愛アドベンチャーゲーム。 

## 登場人物
朝日真矢
声:平田宏美（ドラマCD）
誕生日：7月7日。12歳。
主人公。朝日舞耶の双子の兄
朝日舞耶
声:高橋美佳子
誕生日：7月7日。12歳。身長：150cm。体重：38kg。血液型：AB型。3サイズ：77/53/78
朝日真矢の双子の妹
胡桃沢深紅
声:矢作紗友里
誕生日：11月17日。12歳。身長：146cm。体重：39kg。血液型：B型。3サイズ：80/52/82
桐島梨々花
声:釘宮理恵
誕生日：12月29日。12歳。身長：158cm。体重：38kg。血液型：A型。3サイズ：74/54/79
来須潤
声:佐藤利奈
誕生日：8月31日。12歳。身長：148cm。体重：36kg。血液型：A型。
百合野巴
声:能登麻美子
誕生日：3月25日。12歳。身長：147cm。体重：37kg。血液型：O型。3サイズ：76/55/77
魚住乃里子
声:浅野真澄
誕生日：10月2日。23歳。身長：162cm。体重：47kg。血液型：B型。3サイズ：85/58/86
主人公たちの担任。

## スタッフ
- 原画：ちこたむ
- オープニング主題歌：「熱い想いはツインズ」
  - 作詞・作曲：野村教裕
  - 編曲：岡田陽助
  - Vocal：朝日舞耶（高橋美佳子）
- エンディング主題歌：「たんぽぽ」
  - 作詞・作曲：野村教裕
  - 編曲：青木秀由基
  - Vocal：朝日舞耶（高橋美佳子）・胡桃沢深紅（矢作紗友里）・桐島梨々花（釘宮理恵）

## リンク
- 公式サイト